# Wenn die Sterne verlöschen

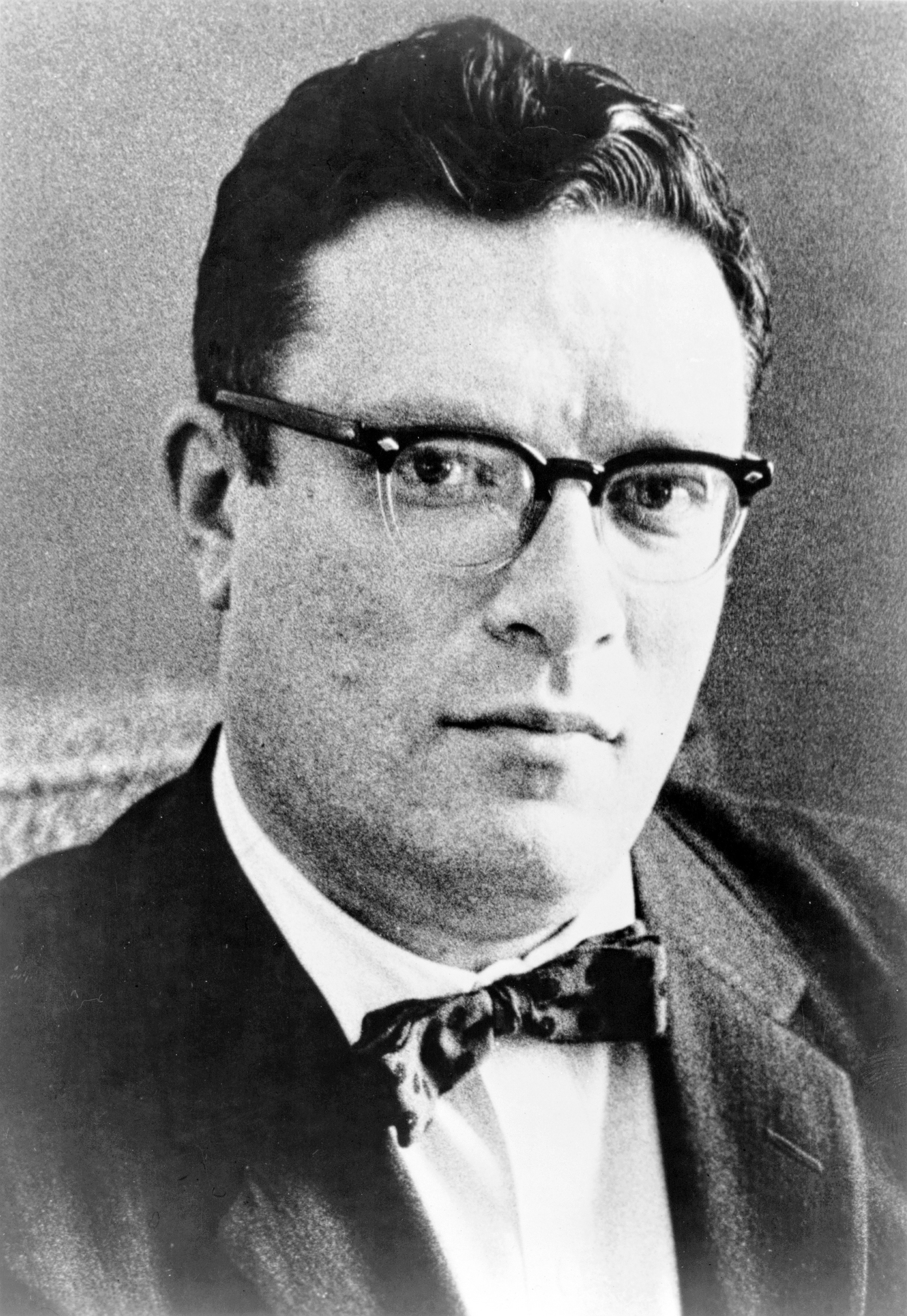
Isaac Asimov (1965)

Wenn die Sterne verlöschen (auch Die letzte Frage; Originaltitel: The Last Question) ist eine Science-Fiction-Kurzgeschichte von Isaac Asimov. Veröffentlicht wurde sie im November 1956 im Magazin Science Fiction Quarterly.
In der Geschichte werden kurze Episoden aus mehreren Billionen Jahren Menschheitsgeschichte erzählt. Eine immer wiederkehrende „letzte Frage“ nach der Umkehrbarkeit der Entropie bildet das Leitmotiv, auf das sich der Titel bezieht. Die Geschichte behandelt dabei auf etwa 14 Seiten Themen wie Unsterblichkeit, Transhumanismus, künstliche Intelligenz, Evolution, Kosmologie und Theologie.

## Inhalt
Der Menschheit dienen während ihrer Geschichte verschiedene Computer, die nach und nach künstliche Intelligenz entwickeln: Auf Multivac folgt Microvac, dann der Galaktische AC, der Universal AC, der Kosmische AC und schließlich AC („Automatic Computer“).
Der „selbstkorrigierende und selbstregulierende“ Multivac wurde im 21. Jahrhundert ursprünglich gebaut, um die Bahnen ferner Planeten zu berechnen, doch am 21. Mai 2061 stellt ihm ein Techniker die titelgebende letzte Frage: „Kann die Entropie jemals umgekehrt werden?“ Multivac und auch seine weiterentwickelten Formen geben immer wieder dieselbe Antwort: „Es liegen keine ausreichenden Daten für eine sinnvolle Antwort vor.“
Je weiter die Zeit voranschreitet, desto weiter wird die Milchstraße und schließlich sogar Tausende von Galaxien von Menschen besiedelt, die sich mehr und mehr transhuman bis zur Körperlosigkeit entwickeln. Mit Sorge um ihre eigene Existenz und die zukünftige Energieversorgung – eine Sonne nach der andern brennt aus und kollabiert – stellen Menschen immer und immer wieder diese letzte, unbeantwortete Frage.
Schließlich verlöscht in fernster Zukunft eine Galaxie nach der anderen, das Universum stirbt den Wärmetod. Die schon lange körperlos existierenden Menschen verschmelzen mit der im Hyperraum existierenden Superintelligenz AC. Kurz vor dem allerletzten Augenblick, als alle Daten erfasst und korreliert sind und um sie herum das Universum erstirbt, kann AC endlich die letzte Frage beantworten: „Es werde Licht!“ – und es ward Licht.

## Rezeption
Asimov selbst sah The Last Question als seine beste Kurzgeschichte an. Er berichtete, dass er immer wieder von Lesern nach ihr gefragt wurde, die sich zwar an die Handlung erinnern konnten, aber nicht an den Titel oder den Autor. Douglas Adams machte in Per Anhalter durch die Galaxis mit dem Supercomputer Deep Thought eine ironische Referenz zu Asimovs Multivac: Deep Thought soll die Frage „nach dem Leben, dem Universum und dem ganzen Rest“ beantworten und liefert nach sieben Millionen Jahren die Antwort „42“.
Asimovs fiktionale Idee und theologisch-naturphilosophische Spekulation um den Sinn des Lebens und die „Letzte Frage“ wurde fast zeitgleich von Pierre Teilhard de Chardin (Le Phénomène humain, 1955) in einem rein religiösen Zusammenhang, und später von Frank J. Tipler (The Physics of Immortality, 1994) in einem physikalischen Kontext, als Omegapunkt-Theorie bearbeitet.

## Ausgaben
- Englisch: The Last Question, in The Best of Isaac Asimov, 1954–1972, Sphere Science Fiction, London (1977), Ed. Angus Wells
- Deutsch: Wenn die Sterne verlöschen, in Isaac Asimov: Wenn die Sterne verlöschen (Terra Taschenbuch), Pabel (1975)

## Nachweise
1. ↑  Isaac Asimov: Best of Asimov. Bastei Lübbe, Bergisch Gladbach 1988, S. 10 - 11.